# Угаритска писменост
Угаритската писменост е тази на древния Угарит (Рас Шамра) с прилежащите му територии в Древна Сирия.

## История
Угаритската писменост се появява/възниква през 15 век пр.н.е. в Угарит (Рас Шамра), който посредством своето търговско пристанище Минет-ел-Бейда на сирийското крайбрежие и Средиземно море търгувал с Древен Египет, Древна Либия, егейските народи, както и с народите от средиземноморските острови Крит (минойци) и Кипър (етеокиприоти).
Възникването на угаритската писменост се обуславяло от обстоятелството, че животът в древен Угарит бил подчинен на търговията, към което предразполагало местоположението му на посредник на върха на плодородния полумесец между Древен Египет и Месопотамия, както и между Хетската държава и средиземноморските острови с бедуинските племена от сирийската пустиня.
В Угарит освен местния угаритски език, имало най-вече търговци и писари (в града имало служител надзорен за търговията, т.е. своеобразен „министър на търговията“, а в източната търговска част на древния град била къщата на царския съветник Рапану в която имало 36 стаи с библиотека с голям брой речници на различни клинописни езици) разбиращи и говорещи на шумерски език, акадски език, хуритски език, хетски език, египетски език и минойски език. Опростяването на комуникацията, ведно с необходимостта от отразяване на облигационните търговски взаимоотношения с цел придобиване на сигурност и стабилитет (чрез запис) за тях, изисквало изключителни лингвистични знания и умения от местните ханаански писари, което за него време не било както във възможностите им, така и по силите им. Това предопределило рационализацията, а именно на основата на акадския клинопис (който от своя страна бил заимстван от шумерите) да се образуват 30 знака обозначаващи не срички както дотогава, а отделни съгласни букви. Появата на първата съвременна писмена система, макар и под формата на абджад, се свързва от повечето изследователи с Угарит, а не със Синай. Възникването ѝ се обуславя не от друго, а от международната търговия. Има научен спор в семитологията, коя е първата измежду двете аморейски писмености - угаритската или протосинайската (някои изследователи я датират от около 1700 г. пр.н.е.), предвид на това доколко и в каква степен са взаимосвързани и са повлияли на последавалата ги протоханаанска писменост с финикийската азбука.
Около 1190 г. пр.н.е. Угарит е изтрит от лицето на земята от морските народи, а наследниците му (и известни инак като ханаанци) отстъпвайки още от преди място на арамеите, се изселват към укрепените финикийски градове, предимно по днешното ливанско крайбрежие, където ханаанските предци на финикийците спомогнали за усъвършенстването на финикийската азбука.

## Особености, систематика и азбука
Подредбата на знаците в угаритската писменост, както последователността на произнасянето им чрез четене, съвпада с реда на знаците във финикийската азбука. Отликата е, че върху угаритската азбука за разлика от финикийската, има известно влияние хуритския език на държавата Митани, обаче през 1980 г. е открита плоча с угаритски писмени знаци, подредбата на които съвпада с тази на южноарабската писменост на основата на която възниква и протосинайската семитска писменост, т.е. в Угарит е имало и южносемитско влияние, което потвърждава тезата, че по всяка вероятност именно Угарит е мястото благоприятствало възникването на съвременните писмени системи в известната им последователност – финикийска, древногръцка, латинска, а през средновековието – и славянска.
Угаритските писмени знаци са без аналог с източния им древен клинопис. Какво е западното влияние върху своеобразната уникалност на угаритската писмена система от/на кипърско-минойското писмо е неуточнен научен въпрос поради липсата на дешифровка най-вече на Линеар А, а също така и на библоската писменост.